# Токберли
Токберли́ (каз. Тоқберлi) — упразднённое село в Ерейментауском районе Акмолинской области Казахстана. Входило в состав Новодолинского сельского округа. 

## География
Село расположено в южной части района, на расстоянии примерно 57 километров (по прямой) к югу от административного центра района — города Ерейментау, в 17 километрах к юго-востоку от административного центра сельского округа — аула Аксуат.
Абсолютная высота — 545 метров над уровнем моря.
Ближайшие населённые пункты: село Ольгинка — на юго-западе, аул Аксуат — на северо-западе.

## История
Исключено из учетных данных в 2001 году.

## Население
По переписи 1989 года в селе проживало 268 человек, 53% которых составляли немцы. 
По данным переписи 1999 года в селе проживало 27 человек (14 мужчин и 13 женщин).
| Численность населения | Численность населения |
| 1989                  | 1999                  |
| --------------------- | --------------------- |
| 268                   | ↘27                   |